# Калиновка (Народичский район)
Кали́новка (укр. Калинівка) — село на Украине, находится в Народичском районе Житомирской области. Расположено на реке Каменка.
Код КОАТУУ — 1823755106. Население по переписи 2001 года составляет 30 человек. Почтовый индекс — 11444. Телефонный код — 4140. Занимает площадь 2,865 км².

## Адрес местного совета
11400, Житомирская обл., Народичский р-н, пгт Народичи, ул. Ленина, 175.